# Samba Sambero
"Samba Sambero", skriven av Thomas G:son, var det bidrag som Anna Book framförde i den svenska Melodifestivalen 2007. Bidraget var med i deltävlingen i Kinnarps Arena i Jönköping den 3 februari 2007, och tog sig direkt vidare till finalen i Globen den 10 mars 2007, där det slutade på nionde plats. Den 5 mars 2007 gavs singeln "Samba Sambero" ut, och den nådde som högst 15:e plats på försäljningslistan för singlar i Sverige.
Melodin testades även på Svensktoppen, och tog sig in på listan den 8 april 2007. Den hamnade på tionde plats den första veckan där. Därefter var den utslagen.

## Låtlista
1. Samba Sambero (originalversion)
2. Samba Sambero (singbackversion)

## Listplaceringar
| Lista (2007) | Topplacering |
| ------------ | ------------ |
| Sverige      | 15           |